# António Semedo
António Paulo Sanches Semedo (Lisbona, 1º giugno 1979) è un ex calciatore portoghese.

## Palmarès

### Club

#### Competizioni nazionali
- Campionato rumeno: 1

CFR Cluj: 2007-2008
- Coppa di Romania: 1

CFR Cluj: 2007-2008